# Владислав Паскалев
Владислав Паскалев е български художник, професор в Националната художествена академия. Графичното му творчество е в областта на илюстрацията, книгата, графичния дизайн, кирилския шрифт, типографията.

## Биография
Роден е на 13 ноември 1933 г. в София. Завършва Висшия институт за изобразително изкуство „Николай Павлович“ в ателието на проф. Илия Бешков, специалност „Илюстрация“. 
Главен художник на издателствата „Наука и изкуство“ (1966–1974) и „Български художник“ (1985–1992).
Ръководител на специалност „Изящни изкуства–Книга и печатна графика“ (1984–2003).
Ректор на НХА (1992-1995).
Паскалев е съавтор заедно с Кънчо Кънев на монументално-декоративната композиция „Пролетарии от всички страни, съединявайте се!“ в Дома-паметник на Партията (БКП) на връх Бузлуджа - кръгло пано с диаметър 9 м в центъра на тавана на Тържествената (ритуална) зала, арх. Георги Стоилов, (1981).

## Признание и награди
Носител на национални награди от конкурси за изкуство на книгата, шрифта, илюстрацията, монументалните изкуства:
- Носител на наградата „Златно перо“.  Присъжда се за изключителен принос към българската култура и изкуство по повод 24 май.
- Носител на наградата „Иван Лазаров“.
- Носител на наградата „Борис Ангелушев“ за високи постижения в изкуството на българската книга (1970, 1984).
- През 2007 г. е номиниран за националната награда на Министерство на културата „Христо Г. Данов“ за цялостен принос към изкуството на българската книга, като по този начин става първият творец в областта на визуалното в тази категория.
- Медали от международни конкурси за изкуство на книгата 1976, 1978, 1980, 1981, 1985, 1987, 1989: Лайпциг, Бърно, Болоня, Москва „Стоте книги на Европа“.